# 曼达勒苏木
曼达勒苏木是蒙古国色楞格省的一个苏木，是该省人口最多的苏木。截至2014年，曼达勒苏木的人口为25600人。境內有蒙古縱貫鐵路。周圍有金矿。